# Magliano (Carmiano)
Magliano is een plaats (frazione) in de Italiaanse gemeente Carmiano.